# Selektywne inhibitory zwrotnego wychwytu serotoniny
Selektywne inhibitory zwrotnego wychwytu serotoniny (SSRI, z ang. selective serotonin reuptake inhibitor; ATC: N06AB) – niejednorodna pod względem chemicznym grupa psychoanaleptycznych leków przeciwdepresyjnych hamujących reabsorpcję serotoniny przez neurony. W efekcie tego zwiększa się jej stężenie w szczelinie synaptycznej pomiędzy neuronami. Ponieważ serotonina jest neuroprzekaźnikiem, jej zwiększone stężenie powoduje wzrost neuroprzekaźnictwa z jednej komórki nerwowej do drugiej. Działanie SSRI jest zbliżone do działania inhibitorów zwrotnego wychwytu serotoniny i noradrenaliny (SNRI).

## Wskazania do stosowania
SSRI są używane w terapii m.in.:
- depresji
- fobii społecznej
- zaburzenia ze spektrum autyzmu
- lęku uogólnionego
- nerwicy natręctw
- zespołu PTSD
- przedwczesnego wytrysku.

## Przykłady SSRI
Do tej grupy leków jest zaliczany szereg medykamentów, m.in.:
- citalopram – (pierwsza nazwą handlowa: Celexa) należy do najczęściej stosowanych antydepresantów w USA[1]
- dapoksetyna – w obrocie w państwach Europy, także w Polsce, pierwszy krótkodziałający SSRI wskazany w doraźnym leczeniu przedwczesnego wytrysku. W USA lek jest w trakcie badań przez FDA
- escitalopram (prawoskrętny enancjomer citalopramu), (pierwsza nazwa handlowa: Lexapro)
- fluoksetyna – pierwsza nazwa handlowa: Prozac
- fluwoksamina
- paroksetyna – pierwsza nazwa handlowa: Seroxat
- sertralina (pierwsza nazwa handlowa: Zoloft) – należy do najczęściej stosowanych antydepresantów w USA[1]; przy dawkach rzędu 150–200 mg jest także inhibitorem wychwytu zwrotnego dopaminy
- indalpina(inne języki) – obecnie niestosowana w lecznictwie
- wilazodon – obecnie niestosowany w lecznictwie
- zimelidyna(inne języki) – obecnie niestosowana w lecznictwie.

## Mechanizm działania
Informacje w mózgu są przesyłane pomiędzy neuronami poprzez synapsy, połączenia pomiędzy komórkami nerwowymi. Neuron wysyłający informację uwalnia neuroprzekaźnik (w przypadku niektórych neuronów serotoninę) do szczeliny synaptycznej. Neuroprzekaźnik znajdujący się w szczelinie synaptycznej jest rozpoznany przez receptory na powierzchni komórki odbierającej impuls, która na podstawie tego pobudzenia może wysłać dalej impuls nerwowy (potencjał czynnościowy). Około 10 procent neuroprzekaźnika zostaje stracone w tym procesie, pozostałe 90 procent jest wychwytywane do ponownego użycia przez komórkę wysyłającą sygnał za pomocą „transportera monoamin”. Proces ten nazywany jest wychwytem zwrotnym.
Depresja jest łączona z brakiem stymulacji komórek, do pobudzenia których wykorzystywana jako neuroprzekaźnik jest – między innymi – serotonina. Aby zwiększyć stymulację tych komórek, leki SSRI hamują wychwyt zwrotny serotoniny. W wyniku tego serotonina pozostaje dłużej wewnątrz szczeliny synaptycznej, może więc dłużej pobudzać komórkę odbiorczą, co z kolei powoduje, że komórka odbiorcza może częściej wysyłać impulsy.
Wszystkie leki z grupy SSRI wywierają swe podstawowe działanie na układ serotonergiczny, zarówno mózgu, jak i narządów obwodowych, a spowodowany przez nie wzrost stężenia serotoniny w odpowiednich miejscach w mózgu jest odpowiedzialny za ich działanie terapeutyczne. Wśród leków grupy SSRI transporter serotoniny najsilniej hamuje paroksetyna, następnie citalopram (2,5 raza słabiej w tej samej dawce), fluwoksamina i sertralina (ok. 6 razy słabiej) oraz fluoksetyna (ponad 20 razy słabiej). Natomiast największą selektywność hamowania transportera serotoniny w odniesieniu do transportera noradrenaliny wykazuje citalopram, następnie sertralina (5 razy słabiej), fluwoksamina i paroksetyna (ok. 8 razy słabiej) oraz fluoksetyna (ok. 70 razy słabiej).
W pierwszym okresie stosowania leki z grupy SSRI powodują blokowanie transportera serotoninowego w zakończeniach aksonalnych i okolicach somato-dendrytycznych neuronów serotoninergicznych. W wyniku tego następuje zmniejszenie wrażliwości receptorów serotoninergicznych 5HT1A zlokalizowanych w okolicach somato-dendrytycznych i stymulacja uwalniania serotoniny z zakończeń aksonów. Powoduje to w konsekwencji pobudzenie serotoninowych receptorów postsynaptycznych, m.in. typu 5HT2A, 5HT2C, 5HT3 i 5HT4. Działanie to jest wspólne dla wszystkich leków z grupy SSRI i związane z podobnymi objawami ubocznymi. SSRI wykazują powinowactwo
do receptorów serotoninowych, muskarynowych i receptorów sigma w ośrodkowym układzie nerwowym.
Odmienności profilu farmakologicznego tych leków znalazły również
odzwierciedlenie w klinice. Na przykład fluoksetyna, która poza blokowaniem transportera serotoniny wykazuje również powinowactwo do receptorów serotoninowych 5-HT2C, charakteryzuje się wyraźnym działaniem anorektycznym oraz silniejszym wpływem prolękowym w początkowej fazie terapii w porównaniu z pozostałymi związkami z tej grupy. Sertralina natomiast, z uwagi na tonizujący wpływ na układ współczulny przejawiający się m.in. osłabieniem aktywności neuronów noradrenergicznych, wskazana jest w leczeniu depresji u osób starszych i pacjentów z chorobami serca. Badania farmakologiczne wykazują, że niektóre leki z grupy SSRI wpływają na tzw. receptory sigma, odgrywające rolę w modulacji wielu rodzajów neuroprzekaźnictwa w ośrodkowym układzie nerwowym, jak również w mechanizmach zaburzeń psychotycznych i agresywnych oraz funkcji poznawczych. Największe działanie w tym zakresie przejawia fluwoksamina, w mniejszym stopniu sertralina. Może to odgrywać rolę w terapeutycznym działaniu wymienionych leków w depresji z objawami urojeniowymi.

### Trwałość efektu leczniczego
Efekt kliniczny SSRI może różnić się w znacznym stopniu między pacjentami.
1. W większości przypadków lek daje pełną (lub częściową) oczekiwaną odpowiedź kliniczną, która utrzymuje się długo po odstawieniu leku.
2. Niekiedy lek w początkowym okresie leczenia daje kliniczną poprawę stanu psychicznego, jednak po określonym czasie (od miesiąca do kilku lat, w zależności od tego, jak długo dany pacjent przyjmuje lek) podawania go efekt leczniczy zmniejsza się czy nawet zanika.
3. Zdarza się także, że lek nie daje żadnej odpowiedzi klinicznej niezależnie od długości okresu podawania oraz dawki.

## Działania niepożądane
Ze względu na wpływ serotoninergiczny, SSRI mogą powodować działania niepożądane, jak:
- anhedonia
- apatia
- nadmierne pobudzenie,
- obniżenie apetytu
- nadmierne pocenie się
- negatywny wpływ na funkcje seksualne zwłaszcza obniżenie wrażliwości na bodźce seksualne i obniżenie popędu
- zaburzenia hormonalne spowodowane zaburzeniem prawidłowej relacji poziomów serotoniny i dopaminy (zawyżony poziom serotoniny w stosunku do zaniżonego poziomu dopaminy; nie dotyczy sertraliny – ze względu na jej lekki wpływ dopaminergiczny) i ich szeroko pojmowane następstwa
- nietypowe i wyraziste sny (zwłaszcza przy stosowaniu wyższych dawek SSRI),
- rzadko: senność (głównie przy stosowaniu paroksetyny)
- możliwa zmiana masy ciała (chudnięcie/tycie w zależności od indywidualnej reakcji pacjenta)
- możliwe zwiększenie ryzyka epizodów niedokrwiennych na skutek pogrubienia błony wewnętrznej naczyń krwionośnych niezależnie od stwierdzonego podwyższonego ryzyka chorób układu krążenia u osób cierpiących na depresję.

Możliwe są także lekkie nudności, bóle głowy lub brzucha – podobnie jak w przypadku większości leków. Najczęściej występują na początku leczenia i mijają wkrótce.
Donoszono też o nieznacznych zmianach zachowania, hipomanii i lekkim osłabieniu afektu, zwłaszcza po przewlekłym podawaniu SSRI.
Część pacjentów leczonych selektywnymi inhibitorami zwrotnego wychwytu serotoniny donosiła o charakterystycznym działaniu tych specyfików w zależności od czasu trwania kuracji, przy czym niezaprzeczalnie dotyczy to jedynie części chorych, zatem nie może to być podstawą do czynienia uogólnień.
Można je zróżnicować na:
- stymulujące bez wpływu na nastrój (na początku leczenia – niesie to ze sobą ryzyko myśli i zachowań samobójczych, głównie u pacjentów depresyjnych)
- poprawiające nastrój z lekką stymulacją (po 2–8 tygodniach od momentu rozpoczęcia leczenia)
- sedacyjne, jak określa to część spośród leczonych (po 6–12 miesiącach od rozpoczęcia kuracji). Zdarza się to sporadycznie. Możliwe że ma to związek z wpływem leków SSRI nie tylko na receptory serotoninergiczne, ale również na receptory noradrenergiczne. Obecnie nie są dostępne wiarygodne informacje na ten temat.

Leki z grupy SSRI w rzadkich przypadkach mogą również indukować PSSD.

## Interakcje
Nie wolno łączyć leków SSRI z inhibitorami MAO i klomipraminą. Łączenie razem z tryptofanem, sumatryptanem lub dekstrometorfanem jest ryzykowne, grozi zespołem serotoninowym. Podawanie razem z tramadolem może spowodować m.in. drgawki.
Niektóre SSRI wpływają na metabolizm wątrobowy (np. paroksetyna jest silnym inhibitorem cytochromu P450), co należy uwzględnić w przypadku podawaniu leków metabolizowanych w wątrobie.

## Odstawienie
W niektórych przypadkach nagłego lub zbyt szybkiego odstawienia leków z grupy SSRI po dłuższym okresie ich stosowania mogą wystąpić objawy odstawienne. Ryzyko ich wystąpienia jest tym większe im wyższe dawki leku były stosowane. Objawy te mogą utrzymywać się od paru dni do kilku tygodni od odstawienia leku. Do typowych objawów mogących wystąpić po nagłym odstawieniu SSRI należą: zawroty głowy, bóle głowy, zaburzenia snu, ogólne pogorszenie samopoczucia, drażliwość, uczucie zmęczenia, parestezje, wzmożona potliwość, uderzenia gorąca, bezsenność, nudności, biegunka. Najczęściej objawy tego rodzaju występują po zastosowaniu leków o krótszym okresie półtrwania np. paroksetyny. Najniższe ryzyko wystąpienia zespołu odstawiennego spośród SSRI obserwowane jest przy stosowaniu fluoksetyny. Stopniowe redukowanie dawek leku pozwala na skuteczne uniknięcie objawów odstawiennych. Występowanie objawów odstawiennych po SSRI nie oznacza jednak, jakoby leki te miały działanie uzależniające.